# Temporada 1995 de Fórmula 3000 Internacional
La temporada 1995 de Fórmula 3000 Internacional fue la 11.ª edición de dicha categoría. Comenzó el 7 de mayo en Silverstone y finalizó en Magny-Cours el 15 de octubre. Vincenzo Sospiri fue el ganador del Campeonato de Pilotos.
La temporada estuvo marcada por el fallecimiento del piloto de Draco Engineering Marco Campos, quien perdió la vida después de sufrir heridas en la cabeza en un accidente en la última ronda en Magny-Cours.

## Escuderías y pilotos
| Escudería              | N.º | Piloto               | Rondas |
| ---------------------- | --- | -------------------- | ------ |
| DAMS                   | 1   | Guillaume Gomez      | Todas  |
| DAMS                   | 2   | Tarso Marques        | Todas  |
| Paul Stewart Racing    | 3   | Didier Cottaz        | Todas  |
| Paul Stewart Racing    | 4   | Allan McNish         | Todas  |
| Apomatox               | 5   | Emmanuel Clérico     | Todas  |
| Apomatox               | 6   | Jean-Philippe Belloc | Todas  |
| Super Nova Racing      | 7   | Ricardo Rosset       | Todas  |
| Super Nova Racing      | 8   | Vincenzo Sospiri     | Todas  |
| Mythos Racing          | 9   | Fabrizio de Simone   | Todas  |
| Mythos Racing          | 10  | Christophe Tinseau   | Todas  |
| Nordic Racing          | 11  | Stephen Watson       | Todas  |
| Nordic Racing          | 12  | Marc Goossens        | Todas  |
| Madgwick International | 14  | Marcos Gueiros       | Todas  |
| Madgwick International | 15  | Kenny Bräck          | Todas  |
| Vortex Motorsport      | 16  | Jan Lammers          | 1-3    |
| Vortex Motorsport      | 16  | Wim Eyckmans         | 5      |
| Vortex Motorsport      | 16  | James Taylor         | 6-8    |
| Vortex Motorsport      | 17  | Hans Fertl           | 3, 5   |
| Vortex Motorsport      | 17  | Stéphane De Groodt   | 6, 8   |
| Danielson              | 18  | Jérôme Policand      | Todas  |
| Danielson              | 19  | Christophe Bouchut   | Todas  |
| Durango Equipe         | 20  | Gary Formato         | Todas  |
| Durango Equipe         | 21  | Christian Pescatori  | Todas  |
| Omegaland              | 22  | Gareth Rees          | 1-4    |
| Omegaland              | 22  | Peter Olsson         | 7-8    |
| Omegaland              | 23  | Dino Morelli         | 1-2    |
| Omegaland              | 23  | Severino Nardozzi    | 4-8    |
| Gosselin Competition   | 24  | Alain Filhol         | 1-3    |
| Gosselin Competition   | 24  | Peter Olsson         | 4-5    |
| Gosselin Competition   | 24  | Marc Rostan          | 7-8    |
| Gosselin Competition   | 25  | Claude-Yves Gosselin | 1-5, 8 |
| Auto Sport Racing      | 26  | Naoki Hattori        | 6-7    |
| Auto Sport Racing      | 26  | Thomas Biagi         | 8      |
| Draco Engineering      | 27  | Marco Campos         | Todas  |
| Team Astromega         | 28  | Mikke Van Hool       | Todas  |
| Racing Wim Eyckmans    | 29  | Wim Eyckmans         | 1-3    |

## Calendario
| Ronda   | Circuito                                     | País        | Fecha            |
| ------- | -------------------------------------------- | ----------- | ---------------- |
| 1       | Circuito de Silverstone, Silverstone         | Reino Unido | 7 de mayo        |
| 2       | Circuito de Barcelona-Cataluña, Montmeló     | España      | 13 de mayo       |
| 3       | Circuito de Pau-Ville, Pau                   | Francia     | 5 de junio       |
| 4       | Autódromo de Pergusa, Pergusa                | Italia      | 23 de julio      |
| 5       | Hockenheimring, Hockenheim                   | Alemania    | 29 de julio      |
| 6       | Circuito de Spa-Francorchamps, Francorchamps | Bélgica     | 27 de agosto     |
| 7       | Autódromo do Estoril, Estoril                | Portugal    | 24 de septiembre |
| 8       | Circuito de Nevers Magny-Cours, Magny-Cours  | Francia     | 15 de octubre    |
| Fuente: |                                              |             |                  |

## Resultados
| Ronda | Ronda             | Pole Position   | Vuelta rápida    | Piloto ganador   | Escudería ganadora     |
| ----- | ----------------- | --------------- | ---------------- | ---------------- | ---------------------- |
| 1     | Silverstone       | Ricardo Rosset  | Tarso Marques    | Ricardo Rosset   | Super Nova Racing      |
| 2     | Barcelona         | Allan McNish    | Emmanuel Clérico | Vincenzo Sospiri | Super Nova Racing      |
| 3     | Pau               | Tarso Marques   | Emmanuel Clérico | Vincenzo Sospiri | Super Nova Racing      |
| 4     | Pergusa           | Kenny Bräck     | Ricardo Rosset   | Ricardo Rosset   | Super Nova Racing      |
| 5     | Hockenheim        | Guillaume Gomez | Ricardo Rosset   | Marc Goossens    | Nordic Racing          |
| 6     | Spa-Francorchamps | Allan McNish    | Guillaume Gomez  | Vincenzo Sospiri | Super Nova Racing      |
| 7     | Estoril           | Tarso Marques   | Guillaume Gomez  | Tarso Marques    | DAMS                   |
| 8     | Magny-Cours       | Kenny Bräck     | Tarso Marques    | Kenny Bräck      | Madgwick International |

## Clasificaciones

### Sistema de puntuación
| Posición | 1.º | 2.º | 3.º | 4.º | 5.º | 6.º |
| Puntos   | 9   | 6   | 4   | 3   | 2   | 1   |

### Campeonato de Pilotos
| Pos.    | Piloto               | SIL | BAR | PAU | PER | HOC | SPA | EST | MAG | Puntos |
| ------- | -------------------- | --- | --- | --- | --- | --- | --- | --- | --- | ------ |
| 1       | Vincenzo Sospiri     | 2   | 1   | 1   | 2   | Ret | 1   | 7   | 4   | 42     |
| 2       | Ricardo Rosset       | 1   | 2   | 9   | 1   | 9   | 4   | 5   | Ret | 29     |
| 3       | Marc Goossens        | 4   | 5   | 3   | Ret | 1   | Ret | 8   | 2   | 24     |
| 4       | Kenny Bräck          | 5   | 13  | 4   | Ret | 2   | Ret | 3   | 1   | 24     |
| 5       | Tarso Marques        | 12  | 3   | Ret | Ret | Ret | 5   | 1   | Ret | 15     |
| 6       | Emmanuel Clérico     | Ret | 4   | 7   | Ret | 4   | 6   | 2   | 5   | 15     |
| 7       | Allan McNish         | 3   | Ret | 2   | Ret | 6   | Ret | Ret | 7   | 11     |
| 8       | Guillaume Gomez      | 13  | 9   | Ret | Ret | 3   | 3   | Ret | DNS | 8      |
| 9       | Christian Pescatori  | 6   | 15  | Ret | 3   | Ret | Ret | 6   | 6   | 7      |
| 10      | Christophe Bouchut   | DSQ | DSQ | 8   | Ret | Ret | 2   | 14  | Ret | 6      |
| 11      | Jean-Philippe Belloc | 8   | DSQ | 5   | Ret | Ret | 13  | Ret | 3   | 6      |
| 12      | Jérôme Policand      | Ret | Ret | Ret | 6   | 8   | 10  | 4   | Ret | 4      |
| 13      | Marco Campos         | Ret | Ret | 13  | 4   | Ret | 8   | 9   | 10  | 3      |
| 14      | Fabrizio de Simone   | 7   | Ret | 11  | 5   | Ret | Ret | 11  | Ret | 2      |
| 15      | Marcos Gueiros       | 15  | Ret | Ret | Ret | 5   | Ret | Ret | 8   | 2      |
| 16      | Christophe Tinseau   | 9   | 6   | Ret | Ret | 7   | 7   | 10  | 14  | 1      |
| 17      | Didier Cottaz        | Ret | Ret | 6   | Ret | 11  | 11  | Ret | 11  | 1      |
| 18      | Gareth Rees          | Ret | 7   | Ret | 8   |     |     |     |     | 0      |
| 19      | Stephen Watson       | Ret | 11  | 12  | 7   | Ret | 12  | Ret | 12  | 0      |
| 20      | Mikke Van Hool       | Ret | 8   | DNQ | Ret | 10  | 9   | Ret | Ret | 0      |
| 21      | Gary Formato         | 14  | 14  | Ret | 9   | Ret | Ret | 12  | 13  | 0      |
| 22      | Thomas Biagi         |     |     |     |     |     |     |     | 9   | 0      |
| 23      | Jan Lammers          | 11  | 10  | 10  |     |     |     |     |     | 0      |
| 24      | Wim Eyckmans         | 10  | 12  | 14  |     | 12  |     |     |     | 0      |
| 25      | Peter Olsson         |     |     |     | 10  | 13  |     | 13  | Ret | 0      |
| 26      | Severino Nardozi     |     |     |     | 11  | 14  | 14  | 15  | 15  | 0      |
| 27      | James Taylor         |     |     |     |     |     | 15  | 17  | DNQ | 0      |
| 28      | Alain Filhol         | 16  | 16  | DNQ |     |     |     |     |     | 0      |
| 29      | Marc Rostan          |     |     |     |     |     |     | 16  | 16  | 0      |
| NC      | Claude-Yves Gosselin | DNQ | DNQ | DNQ | Ret | Ret |     |     | Ret | 0      |
| NC      | Stéphane De Groodt   |     |     |     |     |     | Ret |     | Ret | 0      |
| NC      | Naoki Hattori        |     |     |     |     |     | Ret | Ret |     | 0      |
| NC      | Dino Morelli         | Ret | Ret |     |     |     |     |     |     | 0      |
| NC      | Hans Fertl           |     |     | DNQ |     | Ret |     |     |     | 0      |
| Pos.    | Piloto               | SIL | BAR | PAU | PER | HOC | SPA | EST | MAG | Puntos |
| Fuente: |                      |     |     |     |     |     |     |     |     |        |

| Color     | Resultado                                                               |
| --------- | ----------------------------------------------------------------------- |
| Oro       | Ganador                                                                 |
| Plata     | 2.ª plaza                                                               |
| Bronce    | 3.ª plaza                                                               |
| Verde     | Finalizó en los puntos                                                  |
| Azul      | Finalizó sin puntos                                                     |
| Azul      | NC - No clasificado                                                     |
| Violeta   | Ret - No terminó (Carrera)                                              |
| Rojo      | DNQ - No se clasificó                                                   |
| Negro     | DSQ - Descalificado                                                     |
| Blanco    | DNS - No empezó (carrera)                                               |
| Blanco    | WD - Retirado (fin de semana)                                           |
| Blanco    | C - Carrera cancelada                                                   |
| Sin color | DNP - Inscrito pero no participó                                        |
| Sin color | INJ - Lesionado                                                         |
| Sin color | EX - Excluido                                                           |
| Estado    | Resultado                                                               |
| Negrita   | Pole position                                                           |
| Cursiva   | Vuelta rápida                                                           |
| †         | Abandona, pero clasifica al completar el porcentaje requerido para ello |